# Chiesa di San Giorgio Martire (Medesano)
La chiesa di San Giorgio Martire è un luogo di culto cattolico dalle forme barocche e neoclassiche rivisitate, situato in via Valle 101 a Varano dei Marchesi, frazione di Medesano, in provincia e diocesi di Parma; è sede di una parrocchia compresa nella zona pastorale della Pedemontana.

## Storia
Il luogo di culto originario fu costruito in epoca altomedievale; la più antica testimonianza della sua esistenza risale al 18 luglio del 981, quando l'Ecclesiam Sancti Georgii positam in loco qui dicitur Variano fu menzionata in un diploma dell'imperatore del Sacro Romano Impero Ottone II di Sassonia al vescovo di Luni Gottifredo I.
Nel 1230 la cappella fu citata nel Capitulum seu Rotulus Decimarum della diocesi di Parma tra le dipendenze della pieve di Fornovo.
Nei primi anni del XVII secolo l'edificio medievale fu demolito e completamente ricostruito in stile barocco per volere dei marchesi Pallavicino, feudatari di Varano Marchesi; il nuovo tempio fu solennemente consacrato il 14 maggio del 1607 dal vescovo di Fidenza Giovanni Giorgio Linati.
Tra il 1715 e il 1736 furono realizzate le cappelle laterali dedicate al Rosario, al battistero e al Suffragio.
Nel corso della seconda guerra mondiale il tempio fu pesantemente colpito dai bombardamenti alleati, che danneggiarono il campanile e la facciata; nel 1951 la torre fu abbattuta e ricostruita su progetto dell'ingegner Carlo Corradi, che rivestì anche il prospetto principale con un nuovo paramento in mattoni dalle forme neoclassiche rivisitate.
Nel 2003 la chiesa fu assegnata alla diocesi di Parma.
Tra il 2013 e il 2014 l'edificio fu sottoposto a interventi di restauro e consolidamento strutturale, che interessarono gli interni.

## Descrizione

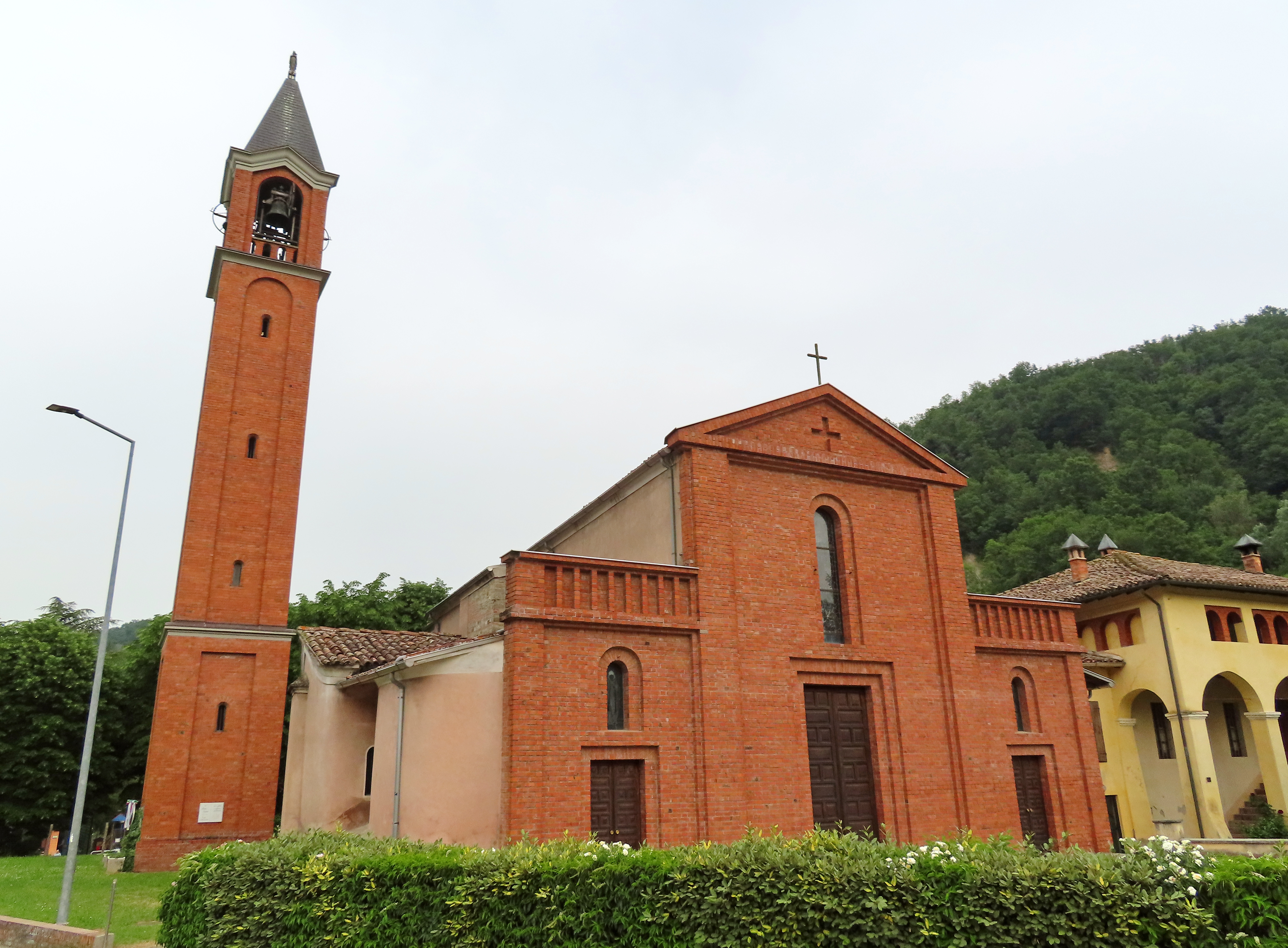
Facciata e lato nord

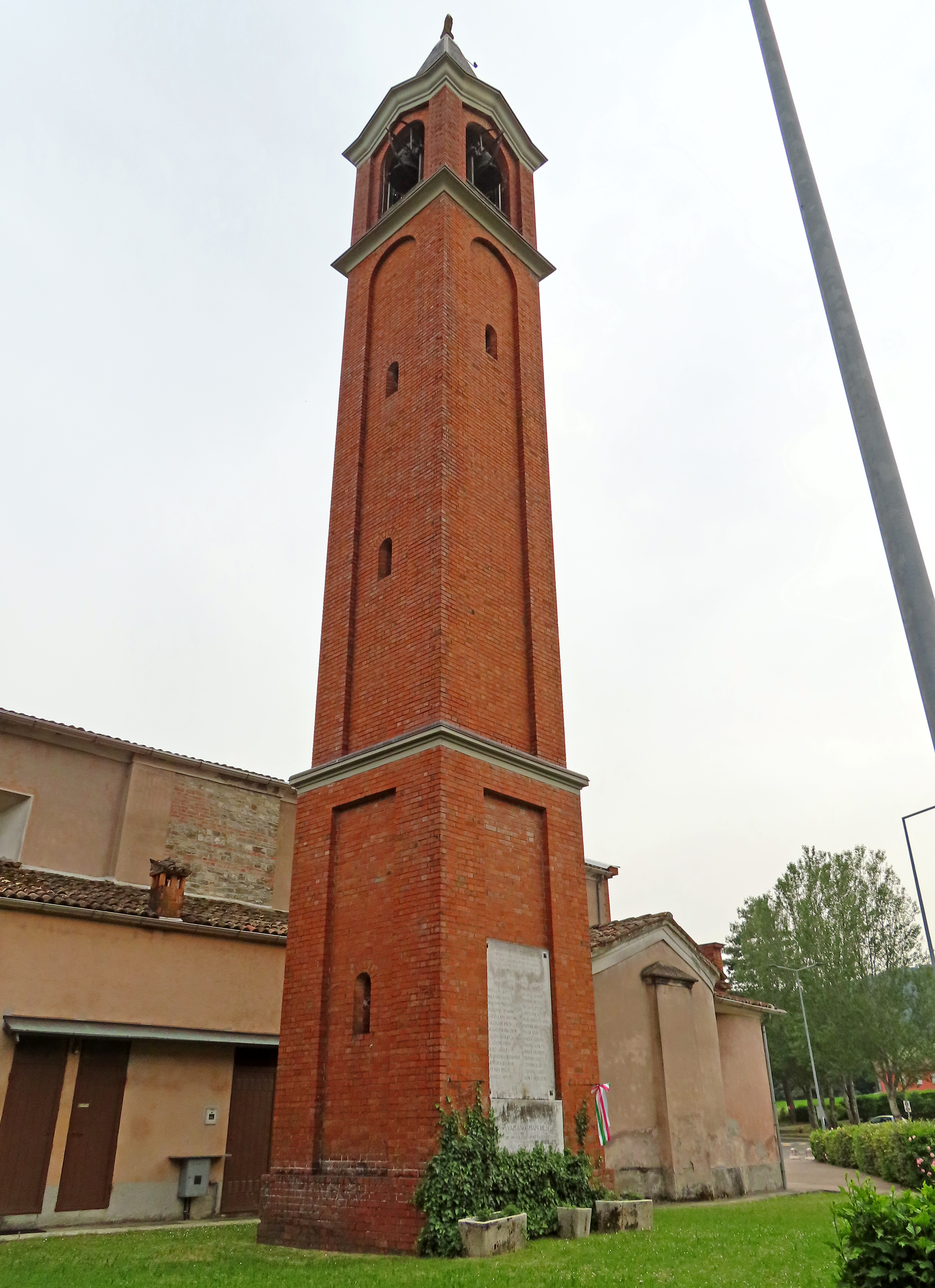
Campanile

La chiesa si sviluppa su un impianto a navata unica affiancata da due cappelle per parte, con ingresso a ovest e presbiterio a est.
La simmetrica facciata a salienti, interamente rivestita in mattoni rossi, è tripartita da quattro lesene. Nel mezzo del corpo centrale è collocato l'ampio portale d'ingresso principale, delimitato da una cornice strombata e sormontato da un'alta e stretta monofora ad arco a tutto sesto; a coronamento si staglia un frontone triangolare, contenente una specchiatura a croce greca. Entrambi i corpi laterali sono caratterizzati dalla presenza di un portale d'accesso secondario incorniciato, sormontato da una piccola monofora ad arco a tutto sesto; a coronamento si erge una balaustra tamponata.
I fianchi e il retro, intonacati, presentano poche aperture nella parte inferiore. Sulla sinistra si erge, isolato, l'alto campanile rivestito in mattoni rossi, elevato su tre ordini decorati con lesene sulle estremità e illuminati da piccole monofore strombate ad arco a tutto sesto; la cella campanaria su affaccia sulle quattro fronti cuspidate attraverso ampie aperture balaustrate ad arco a tutto sesto; a coronamento si staglia un'aguzza guglia piramidale.

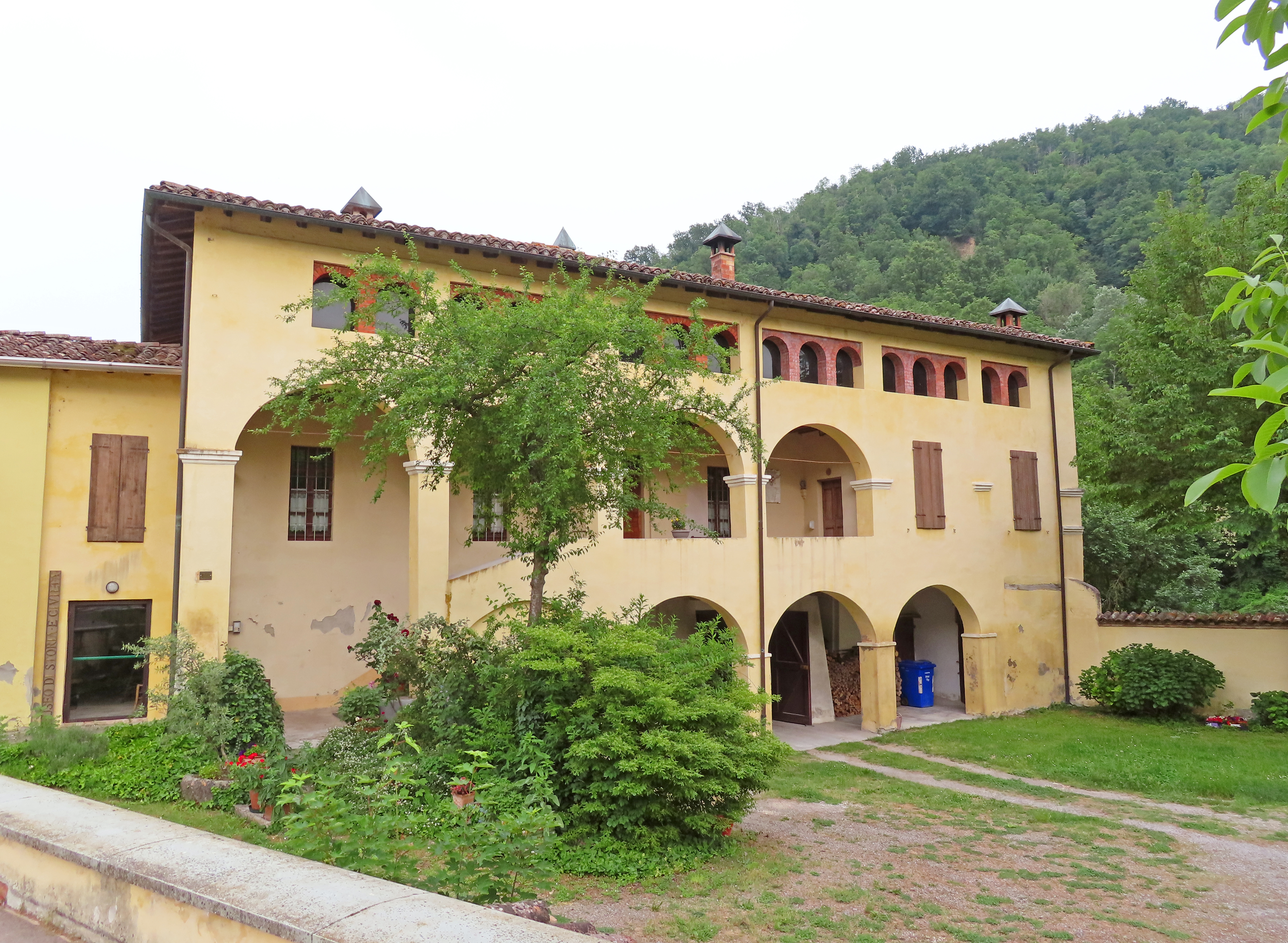
Canonica

All'interno la navata, coperta da una volta a botte lunettata dipinta, è affiancata da una serie di lesene coronate da capitelli dorici a sostegno del cornicione perimetrale modanato; le cappelle laterali si affacciano sull'aula attraverso ampie arcate a tutto sesto.
Il presbiterio, lievemente sopraelevato, è preceduto dall'arco trionfale a tutto sesto, retto da due paraste; l'ambiente, chiuso superiormente da una volta a botte lunettata affrescata, accoglie l'altare maggiore a mensa in marmo grigio, aggiunto intorno al 1980.